# Trei povești cu Jack
Trei povești cu Jack este al cincisprezecelea episod al serialului de desene animate Samurai Jack.

## Subiect

### Jack și viermele bicefal
Jack ajunge la un vierme magic, care poate îndeplini orice dorință. Viermele își bate joc de el, iar apoi îl supune la un test. Doar unul din capete este magic. În plus, unul din capetele viermelui spune adevărul, celălalt minte. Jack trebuie să ghicească, având voie să pună o singură întrebare. Dacă ghicește, va fi transportat pe un tărâm magic unde dorința îi va fi împlinită, altfel, va fi digerat timp de 500 de ani. În orice caz, capul ales de Jack îl va înghiți. Jack pune întrebarea potrivită ("Dacă ai fi celălalt cap, care ai spune că e capul magic"?), ghicește și este înghițit de viermele ales. În burta viermelui găsește mai mulți bătrâni înțelepți care pesemne ghiciseră și fuseseră mâncați, dar își dă seama că de fapt nu era nicio magie la mijloc.

### Jack și mâncătorii de metal
Jack își ascute sabia noaptea, într-o pădure, când îi apare în față o familie formată din copil, mamă, tată (sau tot copil cu aspect de uriaș retardat) și bunică. Mama îi spune că s-au ascuns în pădure când niște bandiți robotici le-au atacat satul și că le e foame. Jack îi invită să împartă mâncarea cu el, dar cei patru nu au ochi decât pentru sabia lui și deodată îl atacă. Jack își dă seama că vor să-i mănânce sabia și după o luptă, îi taie fața mamei, scoțându-i la iveală metalul dinăuntru și natura robotică. Ceilalți, la vederea metalului, se năpustesc asupra ei și în final toți patru sfârșesc prin a se devora reciproc.

### Jack, zâna și garguiul
Un gargui închide într-un glob electric o zână micuță care poate îndeplini orice dorință. Garguiul se culcă, cu gândul să-și pună dorința dimineața. Jack escaladează zidul turnului unde locuiește garguiul și bagă mâna în glob să scoată zâna. Dar nu mai poate să-și scoată nici mâna, globul fiind fermecat. Are nevoie de o cheie de la gâtul garguiului adormit. Reușește să ia cheia, dar aceata nu pare să se potrivească. Între timp, garguiul se trezește, Jack se luptă cu el și îl face fărâme, însă pentru a activa cheia, are nevoie de niște cuvinte magice pe care doar garguiul le știa. După câteva momente de descumpănire, Jack își pune dorința către zână: să fie amândoi liberi.